# Eugene Fama
 (octobre 2016).
Si vous disposez d'ouvrages ou d'articles de référence ou si vous connaissez des sites web de qualité traitant du thème abordé ici, merci de compléter l'article en donnant les références utiles à sa vérifiabilité et en les liant à la section « Notes et références ».
Eugene Francis « Gene » Fama (né le 14 février 1939 à Boston, Massachusetts) est un économiste américain auteur de la théorie d'efficience des marchés financiers. Ses travaux sur les prix des actifs lui ont valu le Prix de la Banque de Suède (aussi appelé par abus de langage Prix Nobel d'économie) pour 2013 avec Robert Shiller et Lars Peter Hansen.

## Jeunesse
Fama est le fils de Angelina et de Francis Fama. Tous ses grands-parents furent des immigrés italiens . Fama est lauréat du panthéon athlétique du lycée catholique de Malden (en). Il obtient sa licence en Langue romane avec la mention magna cum laude en 1960 à l'Université Tufts, où il fut aussi sélectionné comme étudiant-athlète exceptionnel.

## Études
En 1960 il décroche son BA à l'université Tufts, à Medford (Massachusetts). Il obtient son doctorat (avec une thèse intitulée The Behavior of Stock Market Prices) en 1964 à l'université de Chicago où il passe également son DEA.
Sa thèse de doctorat, qui conclut que le mouvement des prix des actions suit une marche aléatoire (random walk), fut publiée en janvier 1965.

## Travaux

### L'hypothèse d'efficience des marchés
Fama est souvent perçu comme le père de l'hypothèse d'efficience des marchés, débutée avec sa thèse de doctorat dans un article de mai 1970 du Journal of Finance, nommé « Efficient Capital Markets: A Review of Theory and Empirical Work ». Fama propose deux concepts fondamentaux qui définissent les marchés comme efficients.
Le premier est le niveau d'efficience des marchés (les modèles peuvent changer en fonction de l'efficience) :
– l'efficience peut être forte ;
– l'efficience peut être semi-forte ;
– l'efficience peut être faible.
Le deuxième est de démontrer que n'importe quel test d'efficience de marché est une hypothèse jointe avec un modèle d'équilibre de marché.

### Le modèle Fama-French à trois facteurs
Eugène Fama souhaite améliorer le modèle d'évaluation des actifs MEDAF (Capital asset pricing model), et propose de rajouter au modèle d'évaluation par arbitrage (modèle MEA ou APT) des facteurs complémentaires. Ainsi, le modèle distinguerait mieux que le marché les petites valeurs (small caps) et les actions ayant un book-to-market ratio (cours/valeur comptable d'une action) élevé, source de rentabilité pour un portefeuille d'action soumis à l'HEM. Le modèle Fama-French à trois facteurs est souvent utilisé dans les estimations empiriques du rendement des actifs financiers.

## Distinctions
- 1982 Chaire Francqui (Francqui-Stiftung, Belgien)
- 1987 Doctor of Law (University of Rochester)
- 1989 Doctor of Law (DePaul University)
- 1992 Smith-Breeden-Preis (pour le meilleur travail dans Journal of Finance 1992: avec Kenneth French: The Cross-Section of Expected Stock Returns. In: Journal of Finance. Band 47, Juni 1992, p. 427–465.)
- 1995 Doctorat honoris causa de l'Université Catholique de Louvain
- 1998 Prix Fama-DFA (en) (pour la meilleure publication sur le thème Marché des capitaux et Politique de prix dans le Journal of Financial Economics 1998: Market Efficiency Long-Term Returns and Behavioral Finance. In: Journal of Financial Economics. Band 49, Heft 3, September 1998, p. 283–306. (Prix baptisé d'après son nom, en sa qualité de directeur de publication de la revue)
- 2001 deuxième place au Prix-Jensen (pour la meilleure rédaction sur la Finance d'entreprise et sur les organisations dans le Journal of Financial Economics 2001: avec Kenneth R. French: Disappearing Dividends. Changing Firm Characteristics or Lower Propensity to Pay. In: Journal of Financial Economics. Volume 60, Revue 3, Avril 2001, p. 3–43.)
- 2002 Doctorat honoris causa de l'Université Tufts
- 2005 Deutsche Bank Prize in Financial Economics (de)
- 2006 Nicholas Molodovsky Award (CFA Institute (en))
- 2007 CME Fred Arditti Innovation Award (Chicago Mercantile Exchange)
- 2008 Morgan Stanley-American Finance Association Award for Excellence in Finance (de)
- 2009 Onassis Foundation : Prize in Finance[4]
- 2013 Prix de la Banque de Suède en sciences économiques en mémoire d'Alfred Nobel (avec Lars Peter Hansen et Robert J. Shiller)